# Miss Mundo 1958
Miss Mundo 1958 fue la 8.ª edición anual de Miss Mundo, cuya final se celebró en el Lyceum Theatre de Londres, el 13 de octubre de 1958, por lo que 22 candidatas compitieron por la corona, cuya ganadora fue Penelope Anne Coelen de Sudáfrica, fue coronada por Miss Mundo 1957, Marita Lindahl de Finlandia.

## Resultados
| Resultado final | Candidata                             |
| --------------- | ------------------------------------- |
| Miss Mundo 1958 | - Sudáfrica – Penelope Coelen         |
| 1.ª Finalista   | - Francia – Claudine Oger             |
| 2.ª Finalista   | - Dinamarca – Vinnie Ingemann         |
| 3.ª Finalista   | - Suecia – Harriet Margareta Wågström |
| 4.ª Finalista   | - Holanda – Lucienne Struve           |
| 5.ª Finalista   | - Reino Unido – Eileen Sheridan       |

## Candidatas
22 delegadas concursaron en el certamen.
| País           | Delegada                   |
| -------------- | -------------------------- |
| Alemania       | Dagmar Herner              |
| Bélgica        | Jeanne Chandelle           |
| Brasil         | Sônia Maria Campos         |
| Canadá         | Marilyn Anne Keddie        |
| Dinamarca      | Vinnie Ingemann            |
| Estados Unidos | Nancy Anne Corcoran        |
| Francia        | Claudine Oger              |
| Grecia         | Mary Panoutospoulou        |
| Holanda        | Lucienne Struve            |
| Irlanda        | Susan Riddell              |
| Islandia       | Hjordis Sigurvinsdóttir    |
| Israel         | Rachel Shafrir             |
| Italia         | Elisabetta Velinsky        |
| Japón          | Hisako Okuse               |
| Marruecos      | Jocelyne Lambin            |
| Noruega        | Åse Qjeldvik               |
| Reino Unido    | Eileen Elizabeth Sheridan  |
| Sudáfrica      | Penelope Coelen            |
| Suecia         | Harriet Margareta Wågström |
| Túnez          | Denise Orlando             |
| Turquía        | Sunay Uslu                 |
| Venezuela      | Ida Margarita Pieri        |

## Sobre los países en Miss Mundo 1958

### Debut
- Brasil

### Retiros
- Australia
- Austria
- Finlandia
- Luxemburgo

### Regreso
- Noruega que compitió por última vez en Miss Mundo 1953.
- Turquía que compitió por última vez en Miss Mundo 1956.

### Crossovers
Miss Universo
- 1958:  Venezuela - Ida Margarita Pieri

Miss Europa
- 1958:  Alemania - Dagmar Herner (Primera finalista)
- 1958:  Holanda - Lucienne Struve (Tercera finalista)
- 1959:  Bélgica - Michele Gouthals